# Paraplatoides hirsti
Paraplatoides hirsti là một loài nhện trong họ Salticidae.
Loài này thuộc chi Paraplatoides. Paraplatoides hirsti được Marek Żabka miêu tả năm 1992.